# Sean Young
Pour les articles homonymes, voir Young.
Sean Young est une actrice américaine, née le 19 novembre 1959 à Louisville (Kentucky).
Elle est surtout connue pour son rôle de Rachel dans Blade Runner (1982).

## Biographie
Née à Louisville (Kentucky), Mary Sean Young est la fille de Donald Young et de Lee Guthrie. Mannequin et danseuse classique, Sean Young fait ses débuts au cinéma en 1980 dans le film Jane Austen à Manhattan, que suivront en 1981 Les Bleus et surtout le film Blade Runner en 1982, qui la rend célèbre dans le rôle d'un gynoïde qui ignore sa vraie nature.
Les années 1980 sont brillantes pour la carrière de Sean Young, qui interprète des rôles importants dans des films de qualité, entre autres, Sens unique, Dune de David Lynch, Wall Street d'Oliver Stone, Ace Ventura, détective chiens et chats et Le Secret d'une légende perdue. Mais elle manque de grandes occasions, comme le rôle de Marion Ravenwood des Aventuriers de l'arche perdue, qui revient finalement à Karen Allen, ou celui de Vicky Vale dans Batman, qui est tenu par Kim Basinger ou encore celui de Catwoman dans Batman : Le Défi, que décroche Michelle Pfeiffer. Sa carrière, dans les années 1990, souffre de plusieurs échecs commerciaux, notamment celui du film Un baiser avant de mourir, où elle interprète un double rôle qui lui vaut deux Razzie Award, celui de la pire actrice et celui du pire second rôle féminin.
En 1997, elle reprend son rôle de Rachel en lui prêtant sa voix dans le jeu vidéo Blade Runner (tiré du film homonyme) dans lequel son visage est numérisé et reproduit en 3D, ce qui est alors l'une des premières utilisations de cette technologie dans un jeu vidéo.
Dans les années 2000, Sean Young participe surtout à divers films indépendants et joue des rôles dans des séries américaines telles que Les Experts, Les Frères Scott, et obtient un rôle récurrent dans Les Feux de l'amour entre 2010 et 2011.
Le 22 novembre 2010, elle participe à un dérivé de Dancing with the Stars, Skating with the Stars sur la chaine américaine ABC ; pour le jeu, elle doit réaliser avec son partenaire des chorégraphies de danse sur glace, notées par un jury. Après seulement une semaine de compétition, le 29 novembre 2010, elle est la première éliminée.
En 2011, elle participe à l'émission Celebrity Rehab pour soigner son problème d'alcoolisme. Elle côtoie notamment comme autre célébrité l'actrice Bai Ling ou encore le père de Lindsay Lohan, Michael. Dans le sixième épisode, son ex-mari vient lui rendre visite.
Dans les années 2010, l'actrice apparaît principalement dans des séries B d'horreur comme le western Bone Tomahawk ou la saga Dark Ascension.
En 2017, grâce à un procédé numérique, ses traits sont utilisés sur le visage de Loren Peta dans Blade Runner 2049.
En 2018 elle joue dans quatre épisodes de la première saison de la série L'Aliéniste, qui met en scène Daniel Brühl, Luke Evans et Dakota Fanning.

### Vie personnelle
Dans les années 1980, elle est la compagne de James Woods, de qui elle se sépare pour cause de violence physique et psychologique de la part de ce dernier.
De 1990 à 2002, elle est mariée à Robert Lujan, un acteur et compositeur, avec qui elle a deux enfants : Rio Kelly et Quinn Lee. Divorcée en 2002, elle l'épouse à nouveau en 2011.

## Filmographie

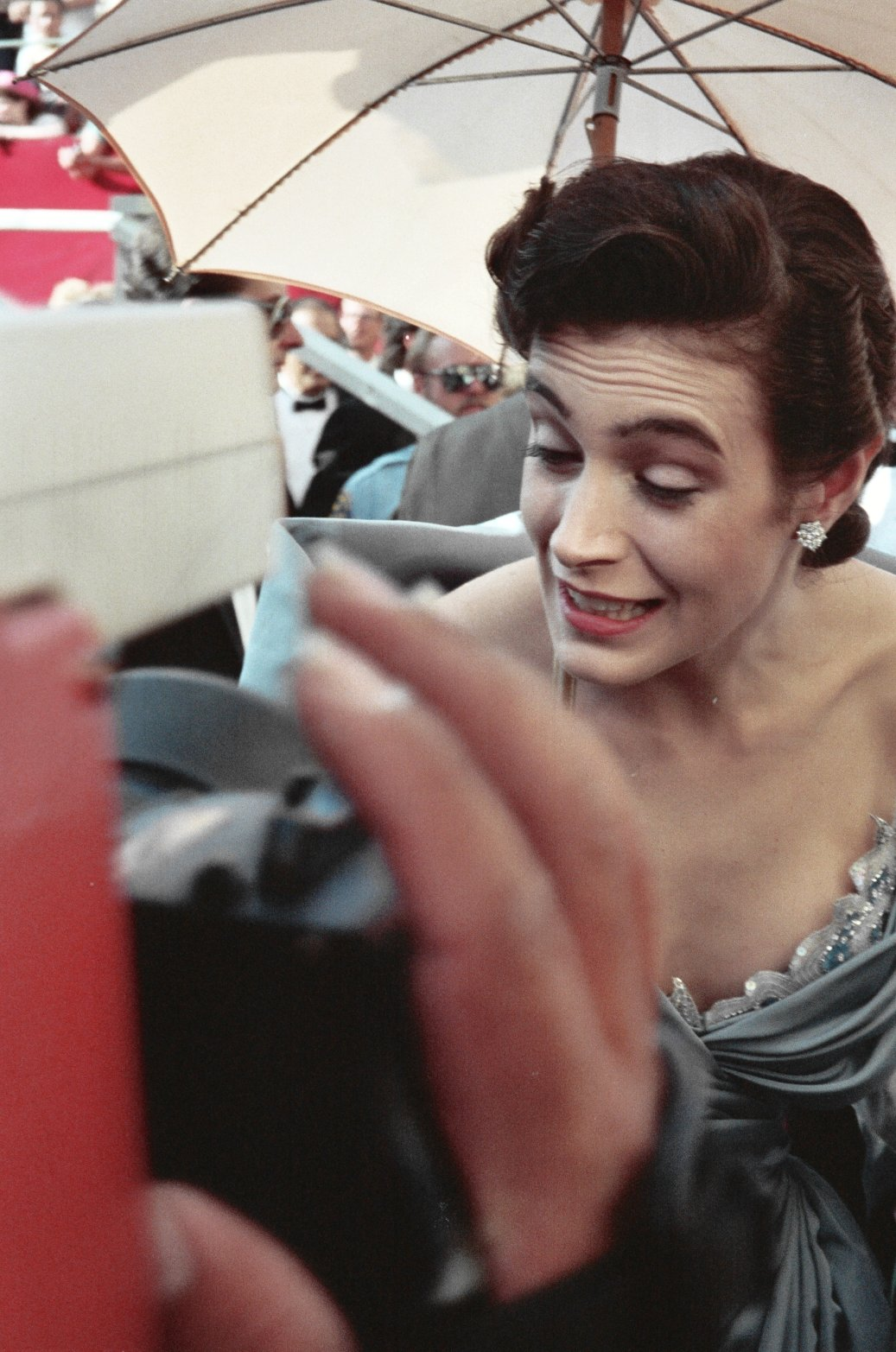
Sean Young à la 60e cérémonie des Oscars en 1988.

### Au cinéma
- 1980 : Jane Austen in Manhattan de James Ivory : Ariadne Charlton
- 1981 : Les Bleus (Stripes) d'Ivan Reitman : Louise Cooper
- 1982 : Blade Runner de Ridley Scott : Rachel
- 1982 : Docteurs in love (Young Doctors in Love) de Garry Marshall : Dr Stephanie Brody
- 1984 : Dune de David Lynch : Chani
- 1985 : Baby : Le Secret de la légende oubliée (Baby: secret of the lost legend) de Bill L. Norton : Susan Matthews-Loomis
- 1987 : Sens unique (No Way Out) de Roger Donaldson : Susan Atwell
- 1987 : Wall Street d'Oliver Stone: Kate Gekko
- 1988 : Arena Brains de Robert Longo : artiste à la réception
- 1988 : État de choc (The Boost) de Harold Becker : Linda
- 1989 : Cousins de Joel Schumacher : Tish
- 1990 : Fire Birds de David Greene : Billie Lee Guthrie
- 1991 : Un baiser avant de mourir (A Kiss Before Dying) de James Dearden : Ellen / Dorothy Carlsson
- 1992 : Forever de Thomas Palmer Jr. : Mary Miles Minter
- 1992 : Love Crimes de Lizzie Borden : Dana Greenway
- 1992 : Once Upon a Crime... d'Eugene Levy : Phoebe
- 1992 : Blue Ice de Russell Mulcahy : Stacy Mansdorf
- 1993 : Hold Me, Thrill Me, Kiss Me de Joel Hershman : Twinkle
- 1993 : Even Cowgirls Get the Blues de Gus Van Sant : Marie Barth
- 1993 : Fatal Instinct de Carl Reiner : Lola Cain
- 1994 : Bolt de Henri Colline et George Mendeluk : Patty Deerheart
- 1994 : Ace Ventura, détective chiens et chats (Ace Ventura: Pet Detective) de Tom Shadyac : lt Lois Einhorn
- 1995 : Mirage (en) de Paul Williams : Jennifer Gale
- 1995 : Dr. Jekyll & Ms. Hyde de David Price : Helen Hyde
- 1996 : La Propriétaire (The Proprietor) d'Ismail Merchant : Virginia Kelly / 'Call me French' - Sally
- 1997 : Gun de James Sadwith : Paula
- 1997 : Pièges de diamants (Exception to the Rule) de David Winning: Angela Bayer
- 1997 : The Invader de Mark Rosman : Annie
- 1997 : Men de Zoe Clarke-Williams : Stella James
- 1998 : Out of Control de Richard Trevor : Lena
- 1999 : Special Delivery de Kenneth A. Carlson
- 1999 : Motel Blue de Sam Firstenberg : Lana Hawking
- 2000 : Poor White Trash de Michael Addis : Linda Bronco
- 2000 : The Amati Girls de Anne de Salvo : Christine
- 2001 : Night Class (Seduced by a Thief) de Sheldon Wilson : Claire Sherwood
- 2001 : Bad Girls (Sugar and Spice) de Francine McDougall : Mme Hill
- 2001 : Pour l'amour de Katie (Mockingbird Don't Sing) de Harry Bromley Davenport : Dr Judy Bingham
- 2002 : Aftermath de Douglas Jackson : Rachel Anderson
- 2002 : The House Next Door de Joey Travolta : Monica
- 2002 : Threat of Exposure de Tom Whitus : Dr Daryl Sheleigh
- 2004 : In the Shadow of the Cobra de Ted Nicolaou : Samantha
- 2004 : A Killer Within de Brad Keller : Becky Terrill
- 2004 : Until the Night de Gregory Hatanaka : Cosma
- 2005 : Ghosts Never Sleep de Steve Freedman : Rebecca
- 2005 : Headspace d'Andrew van den Houten : Mother
- 2006 : The Drop de Kevin Lewis : Ivy
- 2006 : Le Jardin du mal (The Garden) de Don Michael Paul : Miss Grace Chapman
- 2006 : Living the Dream de Christian Schoyen et Allan Fiterman : Brenda
- 2007 : Dating in LA (court métrage),d'elle-même : Brenda
- 2008 : The Man Who Came Back de Glen Pitre : Kate
- 2008 : Parasomnia de William Malone : Madeline Volpe
- 2015 : Bone Tomahawk de S. Craig Zahler : Mrs. Porter
- 2017 : Blade Runner 2049 de Denis Villeneuve : Rachael (Archives / capture de mouvement / CGI)
- 2021 : Planet Dune de Tammy Klien et Glen Campbell : Chase

### À la télévision
- 1985 : Tender Is the Night (feuilleton TV) : Rosemary Hoyt
- 1986 : La Fleur ensanglantée (Blood & Orchids) : Leonore Bergman
- 1986 : Under the Biltmore Clock : Myra Harper
- 1992 : Sketch Artist : Rayanne
- 1994 : Witness to the Execution : Jessica Traynor
- 1994 : Model by Day : Mercedes
- 1996 : Evil Has a Face : Gwen
- 1996 : À force d'aimer (Everything to Gain) : Mallory Jordan
- 1998 : The Cowboy and the Movie Star : Sean Livingston
- 2000 : Secret Cutting : Joyce Cottrell
- 2003 : Before I Say Goodbye : Nell Macdermott
- 2003 : Russkie v Gorode Angelov (série TV) : Rachael Somov
- 2003 : Avant de te dire adieu : Nell Collief
- 2003 : Le Cartel (feuilleton TV) : Lorelei Klein
- 2003 : Mariés à jamais (1st to Die) : Joanna Wade
- 2003 : The King and Queen of Moonlight Bay : Sandy Bateman
- 2005 : Third Man Out : Ann Rutka
- 2005 : Un foyer pour l'amour (Home for the Holidays) : Martha McCarthy
- 2005 : Esenin (feuilleton TV) : Isadora Duncan (qv)
- 2006 : Fascination criminelle (A Job to Kill For) : Jennifer Kamplan
- 2007 : Jesse Stone : L'Empreinte du passé (Jesse Stone: Sea Change) : Sybil Martin
- 2008 : Haunted Echoes  : Laura
- 2010 : Skating with the Stars (téléréalité) : Elle-même
- 2011 : Celebrity Rehab (Téléréalité) : Elle-même
- 2018 : L'Aliéniste (série TV) : Madame Van Bergen

## Distinctions
- Shockfest Film Festival 2014 : nommée comme meilleure actrice pour Crazy Town

## Voix françaises
Annie Balestra a doublé Sean Young dans le film Sens unique et Micky Sebastian a fait de même dans Un baiser avant de mourir.